# (37414) 2001 XN191
2001 XN191 (asteroide 37414) é um asteroide da cintura principal. Possui uma excentricidade de 0.03659260 e uma inclinação de 2.54519º.
Este asteroide foi descoberto no dia 14 de dezembro de 2001 por LINEAR em Socorro.